# Flanni
Flanni är en bergstopp i republiken Island. Den ligger i regionen Austurland, 400 km öster om huvudstaden Reykjavík. Toppen på Flanni är 803 meter över havet.
Trakten runt Flanni är nära nog obefolkad, med mindre än två invånare per kvadratkilometer. Närmaste större samhälle är Neskaupstaður, omkring 16 kilometer sydost om Flanni. Trakten runt Flanni består i huvudsak av gräsmarker.